# Championnat du Paraguay de football 1940
Navigation
Édition précédente Édition suivante
La 30e édition du championnat du Paraguay de football est remportée par le Club Cerro Porteño. C’est le septième titre de champion du club, le deuxième consécutif. Cerro Porteño l’emporte avec 12 points d’avance sur Club Sol de América. Club Guaraní complète le podium.
Après sa tournée en Amérique, le Club Atlético Corrales réintègre le championnat.
Une poignée de résultats seulement est connue. Le classement général est incomplet.
Le meilleur buteur du championnat est José Vinsac (Club Cerro Porteño) avec 30 buts marqués en 22 matchs.
La deuxième division est remportée par Sport Colombia, mais il n’ y a ni promotion ni relégation entre la première et la deuxième division.

## Les clubs de l'édition 1940
| \| Asuncion: · Olimpia · Nacional · Sol de América · Guaraní · Cerro Porteño · River Plate · Atlántida · Club Atlético Corrales Asuncion Club Presidente Hayes Club Sportivo Luqueño \| Localisation des clubs engagés dans le championnat. |
| Asuncion: · Olimpia · Nacional · Sol de América · Guaraní · Cerro Porteño · River Plate · Atlántida · Club Atlético Corrales Asuncion Club Presidente Hayes Club Sportivo Luqueño                                                           |

| Club                   | Stade | Capacité | Ville    |
| ---------------------- | ----- | -------- | -------- |
| Atlántida Sport Club   | -     | -        | Asuncion |
| Club Atlético Corrales | -     | -        | Asuncion |
| Club Cerro Porteño     | -     | -        | Asuncion |
| Club Guaraní           | -     | -        | Asuncion |
| Club Libertad          | -     | -        | Asuncion |
| Club Nacional          | -     | -        | Asuncion |
| Club Olimpia           | -     | -        | Asuncion |
| Club Presidente Hayes  | -     | -        | Tacumbu  |
| Club River Plate       | -     | -        | Asuncion |
| Club Sol de América    | -     | -        | Asuncion |
| Sportivo Luqueño       | -     | -        | Luque    |

## Compétition

### Classement
| Rang | Équipe                 | Pts | J  | G | N | P | Bp | Bc | Diff |
| ---- | ---------------------- | --- | -- | - | - | - | -- | -- | ---- |
| 1    | Club Cerro Porteño (T) | 34  | 22 | . | . | . | .  | .  | 0    |
| 2    | Club Sol de América    | 22  | 22 | . | . | . | .  | .  | 0    |
| 3    | Club Guaraní           | 21  | 22 | . | . | . | .  | .  | 0    |
| 4    | Club Libertad          | 19  | 22 | . | . | . | .  | .  | 0    |
| 5    | Club Nacional          | 19  | 22 | . | . | . | .  | .  | 0    |
| 6    | Sportivo Luqueño       | 19  | 22 | . | . | . | .  | .  | 0    |
| 7    | Club Atlético Corrales | 19  | 22 | . | . | . | .  | .  | 0    |
| 8    | Club River Plate       | 17  | 22 | . | . | . | .  | .  | 0    |
| 9    | Club Presidente Hayes  | 17  | 22 | . | . | . | .  | .  | 0    |
| 10   | Club Olimpia           | 16  | 22 | . | . | . | .  | .  | 0    |
| 11   | Atlántida Sport Club   | 15  | 22 | . | . | . | .  | .  | 0    |

| Légende : Qualifications et relégations | Légende : Qualifications et relégations |
| --------------------------------------- | --------------------------------------- |
|                                         | Champion du Paraguay                    |
|                                         | Relégation en deuxième division         |
|                                         | (T) : Tenant du titre (P) : Promus      |

## Bilan de la saison
| Championnat du Paraguay de football 1940                             |                               |
| Champion                                                             | Club Cerro Porteño (7e titre) |
| Promotions et relégations                                            |                               |
| Promus en Primera División                                           | Aucun                         |
| Relégués en Championnat du Paraguay de football de deuxième division | Aucun                         |

## Statistiques

### Meilleur buteur
1. José Vinsac (Club Cerro Porteño) 30 buts